# Trentepohlia retracta
Trentepohlia retracta är en tvåvingeart som beskrevs av Edwards 1927. Trentepohlia retracta ingår i släktet Trentepohlia och familjen småharkrankar.
Artens utbredningsområde är Myanmar. Inga underarter finns listade i Catalogue of Life.